# Friedrich Brüstle
Friedrich Wilhelm Brüstle (* 11. September 1899 in Schiltach; † 11. Oktober 1969 in Freiburg im Breisgau) war ein deutscher Pädagoge und Politiker (BCSV, CDU).

## Leben
Nach dem Besuch der Höheren Schule durchlief Brüstle das Lehrerseminar und absolvierte im Anschluss ein Studium an der Hochschule für Musik sowie an der Universität. Er arbeitete zunächst als Volksschullehrer und war bis 1939 als Religionslehrer bei der Evangelischen Landeskirche in Baden tätig. Des Weiteren beschäftigte er sich mit Kirchenmusik. Von 1939 bis 1945 nahm er als Soldat am Zweiten Weltkrieg teil.
Nach der Beendigung des Krieges arbeitete Brüstle als Religionslehrer und Rektor in Baden-Baden. Er war zunächst Schulrat, dann Kreisschulrat und schließlich Kreisoberschulrat. Darüber hinaus übernahm er die künstlerische Leitung der Geistlichen Abendmusik an der Evangelischen Stadtkirche in Offenburg. Politisch hatte Brüstle sich der BCSV angeschlossen, aus der später der CDU-Landesverband Südbaden hervorging. Im Dezember 1947 rückte er für den ausgeschiedenen Abgeordneten Karl Kraut in den Badischen Landtag nach, dem er bis zu dessen Auflösung 1952 angehörte.